# Ren
För andra betydelser, se Ren (olika betydelser).
Ren (Rangifer tarandus) är ett arktiskt hjortdjur som förekommer på tundran och i det boreala skogsområdet i norra Eurasien, norra Nordamerika, på Grönland och på flera arktiska öar. Tidigare fanns arten även i den tempererade klimatzonen. Renen utgör den enda arten i släktet Rangifer och utmärker sig genom att vara det enda hjortdjuret där båda könen har horn.
Den nordamerikanska vildrenen, caribou, är känd för att göra mycket långa säsongsvandringar i enorma hjordar. Detta har inte iakttagits hos den fennoskandiska vildrenen, men inom renskötseln förekommer långa vandringar eller transporter mellan vinter- och sommarbeten.
Hanrenen kallas för tjur eller sarv och honan för ko, vaja eller simla, medan en kastrerad tjur kallas för härk. Sarv, vaja och härk är lånord från samiska, medan simla är ett nordiskt ord.
Renen har varit ett viktigt bytesdjur för människan sedan stenåldern och hålls även som tamdjur av en mängd eurasiatiska folkslag. Arten är det enda hjortdjur som i större utsträckning har blivit domesticerat.

## Utseende
Renen är ett medelstort till stort hjortdjur. Kroppslängden är mellan 120 och 230 centimeter och mankhöjden mellan 90 och 140 centimeter. Vikten varierar beroende på kön, ålder, årstid och levnadsområde – vanligtvis mellan 60 och 170 kilogram och rentjuren är oftast något större än renkon. Pälsen är lång och tät och har oftast en mörk gråbrun färg. Färgen varierar dock, särskilt hos domesticerade djur. Underarten R. t. pearyi har under hela året en nästan vit färg och  under vintern är renen tydligt ljusare än under sommaren, vilket ger den kamouflage som skydd mot predatorer.
Pälsen består av hår som delvis är uppbyggda av ihåliga, luftceller och som därför isolerar mycket väl mot kyla. Dessutom har den en tät och ullig underpäls.
I motsats till andra hjortdjur har bägge könen horn som består av förgrenade, asymmetriska stänger. Hos vissa individer förekommer en skovel längst ut på hornen. Tidigare antogs att dessa användes för att rensa marken från snö. Hornen är ofta uppdelade i två mindre koncentrerade kronor (se bild). Hannen har oftast den största kronan – som blir 50 till 130 centimeter och upp till 15 kilogram tung medan honans krona har en storlek av 20 till 50 centimeter. 
Sarvarna fäller sina horn efter brunsten på hösten, äldre djur i december och yngre i februari. Vajorna behåller sina horn under hela vintern och fäller dem först efter kalvningen.
Renens klövar är tvådelade och hårda och gör det möjligt för dem att röra sig över stenig och lerig mark. Klövarna används även för att gräva fram föda ur snön. Dess luktsinne är mycket välutvecklat och hjälper renen att hitta föda i form av lavar under det täta snötäcket.
Underarterna skiljs huvudsaklig på pälsens färg och kroppsstorlek. R. t. caribou är exempelvis mörkare än R. t. tarandus. De minsta renarna lever på öar. Exempelvis är R. t. platyrhynchus i genomsnitt 15 procent mindre än renar på europeiska fastlandet. Skogsrenen fennicus har något längre ben, större klövar och smalare hornkrona än tamrenen. Underarten på Svalbard är morfologiskt en mycket speciell underart med särskilda anpassningar, bland annat har den kortare ben.

## Utbredning och systematik
Renen utvecklades i Eurasien under  första delen av mellersta pleistocen och invandrade till Nordamerika under yngre pleistocen.
Artens aktuella utbredningsområde är huvudsakligen den arktiska tundran och i viss mån taigan. Den förekommer även på arktiska ögrupper som Svalbard och Ellesmereön. Svalbardrenen tillhör en egen underart som överlevt den senaste istiden på ögruppen, skild från övriga renpopulationer och är närmast besläktad med renarna på norra Grönland.
Söder om norra polcirkeln i Europa förekommer några isolerade populationer, till exempel på Hardangervidda och i Karelen, Suomenselkä och Kajanaland, men i Nordamerika sträcker sig utbredningsområdet längre söderut. Under senaste istiden fanns renar även i Centraleuropa och i Nordamerika söderut till bland annat Nevada och Tennessee.

### Underarter

Utbredningskarta över renens underarter i Nordamerika.

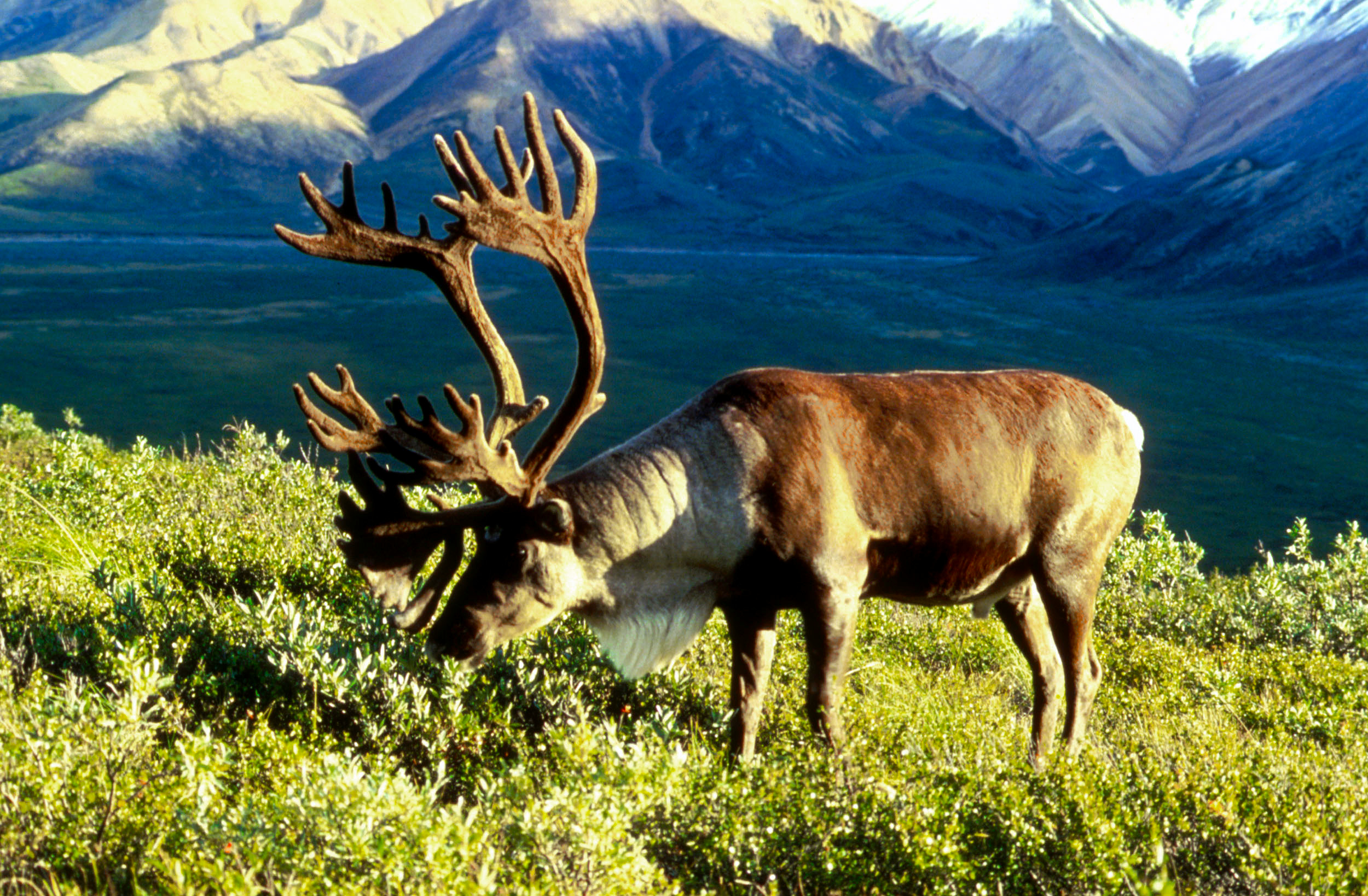
Nordamerikansk ren (caribou, Rangifer t. caribou).

Arten Rangifer tarandus delas upp i tio till tjugo underarter. Följande lista med 14 underarter följer Wilson & Reeder (2005):
- R. t. tarandus (Linné, 1758) – kallad fjällren eller fjällvildren, förekommer i Lappmarken och norra Ryssland väster om Uralbergen. Majoriteten av djur i Norge är förvildade domesticerade djur, och bara bestånden i Dovrefjäll-Rondane i Norge är genetiskt rena vildrenar av den ursprungliga underarten.[1]
- R. t. buskensis (Millais, 1915)[förtydliga]
- R. t. caboti (G. M. Allen, 1914)[förtydliga]
- R. t. caribou (Gmelin, 1788) – kallad kanadensisk tundraren, förekommer i Kanada, från British Columbia till Newfoundland och Labrador, men även i Northwest Territories, Nunavut och Yukon. Enstaka flockar når under vandringen även Idaho och Washington. Underarten består av flera separata populationer.
- R. t. dawsoni (Seton, 1900) – utrotad underart som förekom på Queen Charlotte Islands vid Kanadas västkust.
- R. t. fennicus (Lönnberg, 1909) – förekommer idag i vilt tillstånd idag endast i Karelen, i Ryssland och Finland och Kajanaland, samt återintroducerad i Österbotten – främst i Suomenselkä.
- R. t. groenlandicus (Linné, 1767) – förekommer på Grönland, i Northwest Territories och i Nunavut i Kanada.
- R. t. osborni (J. A. Allen, 1902)[förtydliga]
- R. t. pearsoni – förekommer på Novaja Zemlja.
- R. t. pearyi (J. A. Allen, 1902) – förekommer på arktiska öar i Kanada.
- R. t. phylarchus - förekommer från Manchuriet över östra Sibirien till Kamtjatka och Sachalin.

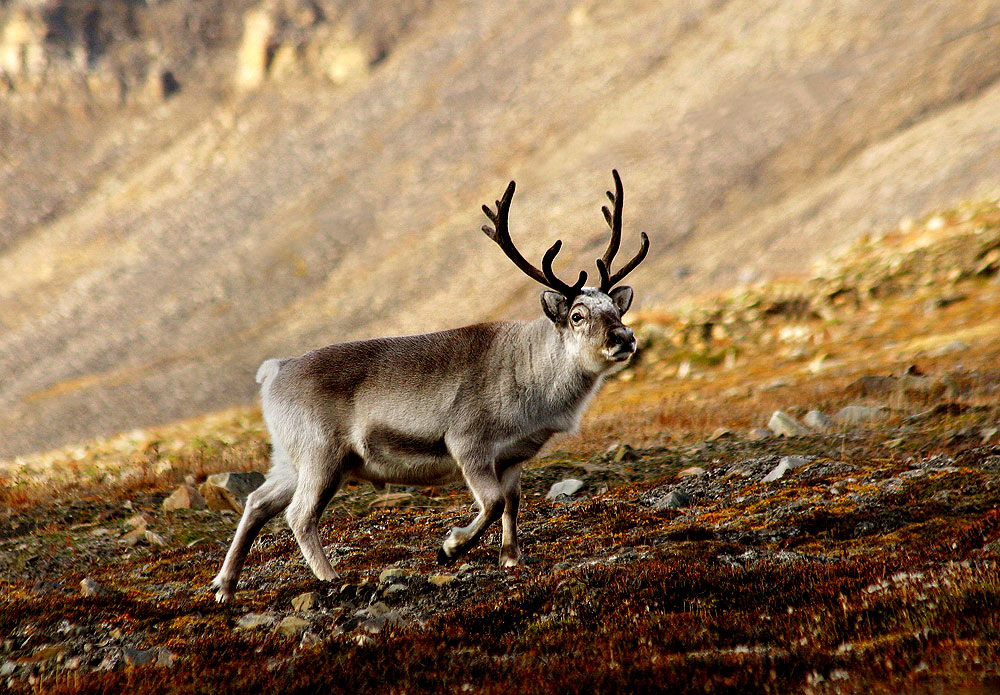
Svalbardsren (R. t. platyrhynchus)

- R. t. platyrhynchus (Vrolik, 1829) – förekommer på Svalbard.
- R. t. sibericus – förekommer i norra Sibirien.
- R. t. terraenovae (Bangs, 1896)[förtydliga]

Bland ytterligare underarter som beskrivits kan nämnas:
- R. t. valentinae - taxon beskrivet från ryska skogsregioner, till exempel i Altaj och i andra delar av Sibirien.[15]
- R. t. granti (J. A. Allen, 1902) - taxon beskrivet från Alaska, men förs av Wilson & Reeder (2005) till groenlandicus.[14]
- R. t. eogroenlandicus Degerbøl, 1957 - taxon beskrivet från östra Grönland. Utdöd i början på 1900-talet.[16]

### Förekomst i Norden

#### Finland

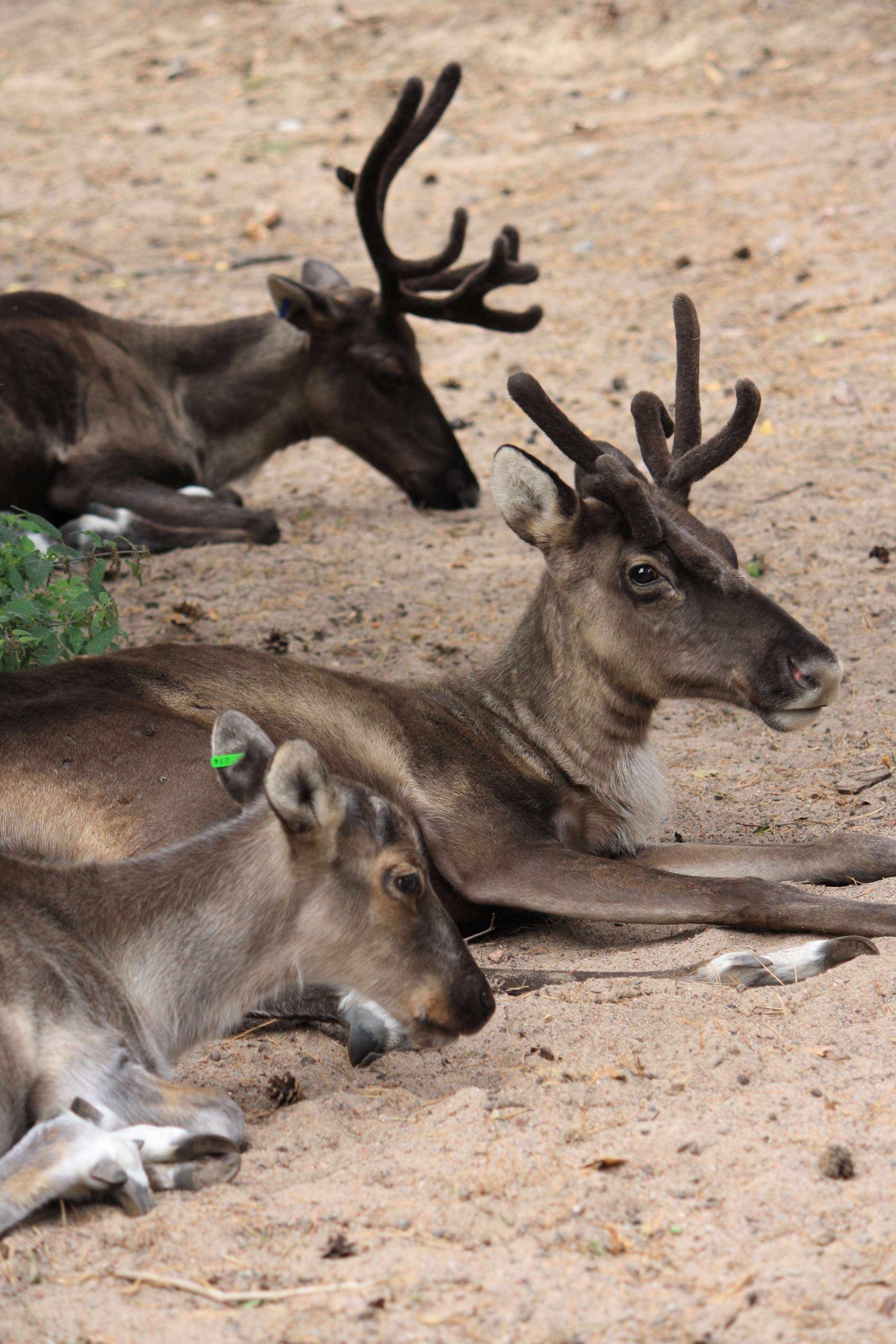
Skogsren på Högholmen.

I Finland dog fjällrenen (tarandus) ut kring sekelskiftet 1900 och skogsrenen (fennicus) i början av 1900-talet. Så sent som på 1800-talet levde skogsvildren fortfarande i samma områden som tamren i finska skogslappland. Utdöendet berodde främst på ett ohållbart jakttryck men på 1890-talet härjade även en svår ”renpest” i Finland. Det förefaller ha varit bakterien Clostridium septicum som orsakade sjukdomen. Redan då skogsvildrenen beskrevs vetenskapligt för första gången så var den i princip utrotad ur Finlands fauna, och fridlystes först 1913.
Under 1950- och 1960-talen invandrade skogsren (fennicus) igen till Finland från ryska Karelen, varifrån den under 1980-talet introducerades i Österbotten.
Tamrenskötsel utövas i Finlands nordligaste tredjedel, mer specifikt i Lappland med undantag av kommunerna Kemi, Torneå och Keminmaa samt i delar av Norra Österbotten och Kajanaland.

#### Island
På östra Island finns en stam av förvildade renar som härstammar från tamrenar vilka introducerades från Finnmark i Norge på 1700-talet. Stammen uppgår nu till 3 000–4 000 djur. Antalet regleras genom jakt och år 2002 sköts 800 djur.

#### Norge
I sydligaste Norge finns fjällren (tarandus) inom Rondane och Dovrefjell, och landet har cirka 90 % av den europeiska fjällrensstammen. I alla andra fjällområden är vildrenen helt eller delvis förvildad tamren.
Tamrenskötsel utövas i Norge från Finnmark i norr till Engerdal i Hedmark i söder.

#### Sverige

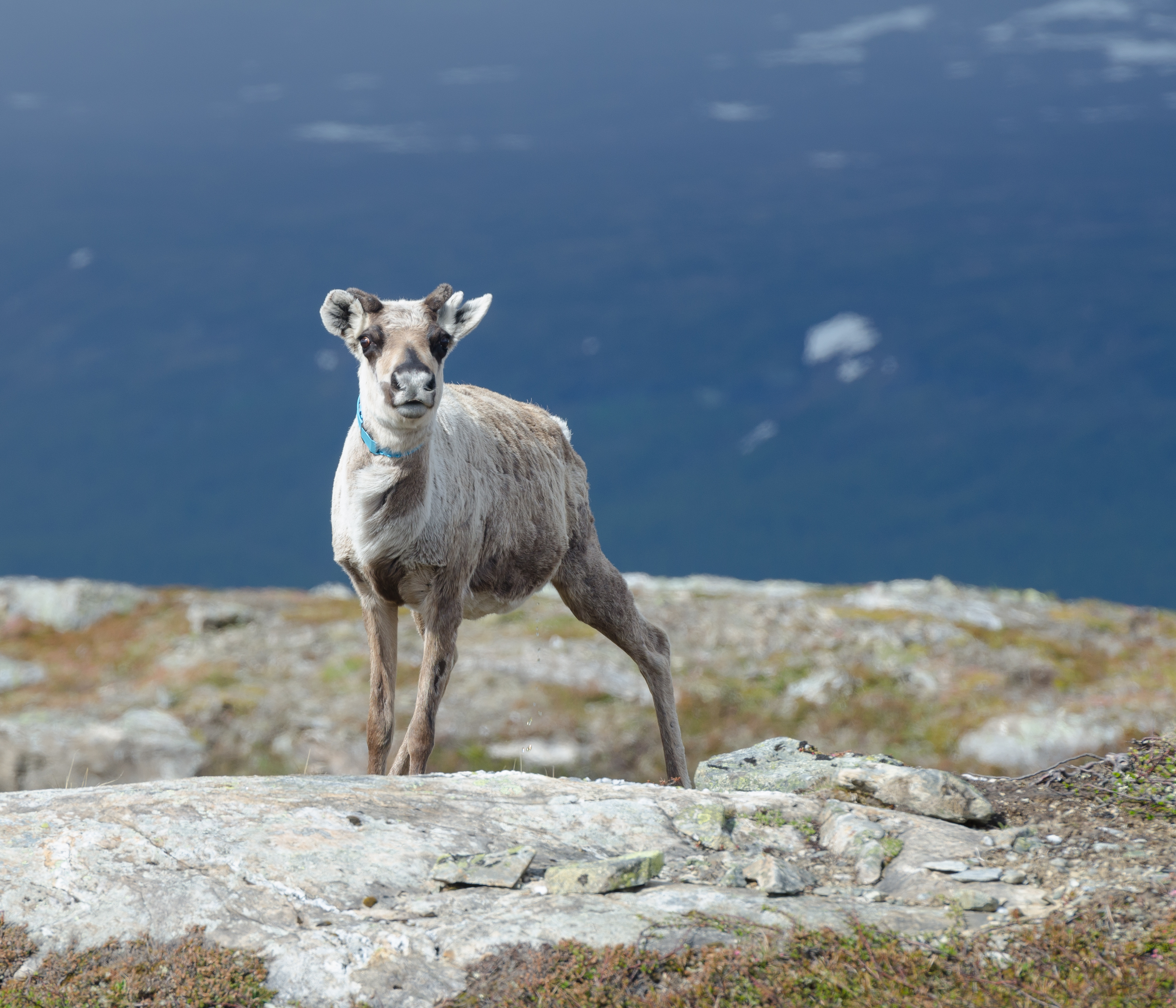
Ren på fjället ovanför Ljungdalen inom Handölsdalens sameby område i Jämtlands län.

I Sverige förekom både skogsren (fennicus) och fjällren (tarandus) och båda underarterna bedöms fortfarande ha förekommit i landet i slutet av 1800-talet, uppskattningsvis fram till på 1870-talet.
I en studie från 1953 hävdas att det fanns vild skogsren i praktiskt taget alla skogsområden inom Norrbottens län och att man sköt dem ända nere vid havet i dåvarande Luleå socken. Det ska även ha funnits vild skogren längre söderut, inom en smalare eller bredare skogsgördel nedanför hela det svenska fjällområdet. Samma studie hävdar att det fortfarande på 1820–1830-talen förekom vild skogsren i stora hjordar i Ångermanland, Hälsingland, Dalarna och Härjedalen.
År 1879 vidtogs åtgärder för att skydda de sista resterna av den svenska vildrenstammen genom att begränsa jakten till hösten, men troligen var arten då redan så gott som utrotad. Längst levde den kvar i nordligaste Norrbottens län samt i Tännäs socken i Härjedalen, där de sista djuren sköts för att de försvårade tamrenskötseln.
På 1700-talet introducerades ren till Gotland och Gotska Sandön. Om det rörde sig om vilda eller domesticerade djur är oklart. Den sista individen från detta experiment blev skjuten på Gotska Sandön i början av 1800-talet.
Först 1915 blev vildrenen totalfredad i Sverige. Numera kategoriseras den som nationellt utdöd (RE) på den svenska Rödlistan. Återintroduktion av vildren till Sverige har förts på tal vid flera tillfällen, bland annat utifrån argument om att det skulle gynna den biologiska mångfalden, men även att en vildrenstam skulle kunde gynna landsbygden genom att vara ett potentiellt jaktbyte i klass med älgen samt genom att vara en generell turistattraktion. En återintroducering skulle hypotetiskt kunna ske via återinplantering, spontan invandring från Norge eller genom spontan etablering av stammar med förvildade tamrenar. Se vidare Återintroduktion av vildren i Sverige.
De domesticerade, lite mindre, så kallade "skogsrenar" som renskötare på sina ställen fortfarande hade i början på 1900-talet kan ha varit korsningar mellan vilda skogsrenar (fennicus) och domesticerade fjällrenar (tarandus).
I Sverige bedrivs renskötsel från Idre och norrut, och dessa renar består av tamrenar från underarten fjällren.

### Förekomst utanför det naturliga utbredningsområdet

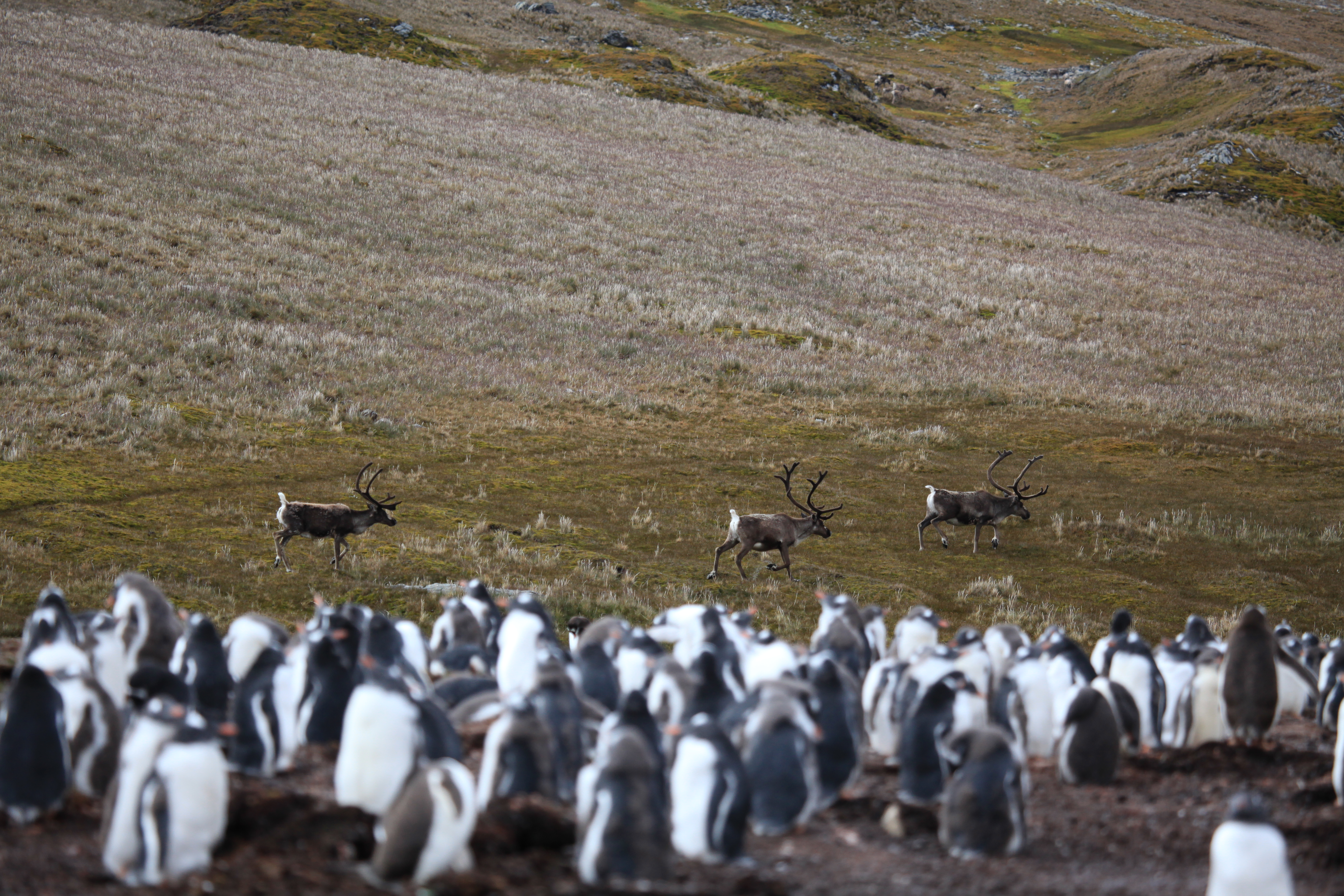
Renar bland pingviner på Sydgeorgien (2011).

Under 1910-talet infördes sammanlagt 22 individer till Sydgeorgien i Sydatlanten från Norge. Renarna trivdes och förökade sig så att de år 2012 uppskattades till drygt 3 000 individer. De var så många att deras påverkan på vegetationen uppfattades som ett problem och 2011 började myndigheterna planera för att utrota populationen. Den första etappen inleddes i januari 2013, då 1 500 renar samlades ihop och slaktades under fem veckor med hjälp av elva renskötare från Skandinavien.
En mindre del av renstammen från Sydgeorgien har överförts till Falklandsöarna . Detta genomfördes först 2001, då 59 kalvar transporterades över. Dessa fick sin första avkomma 2003. En renhjord finns idag på Weddell Island.
Omkring 1960 introducerades ren även på Eldslandet och på ön Kerguelen.

## Ekologi

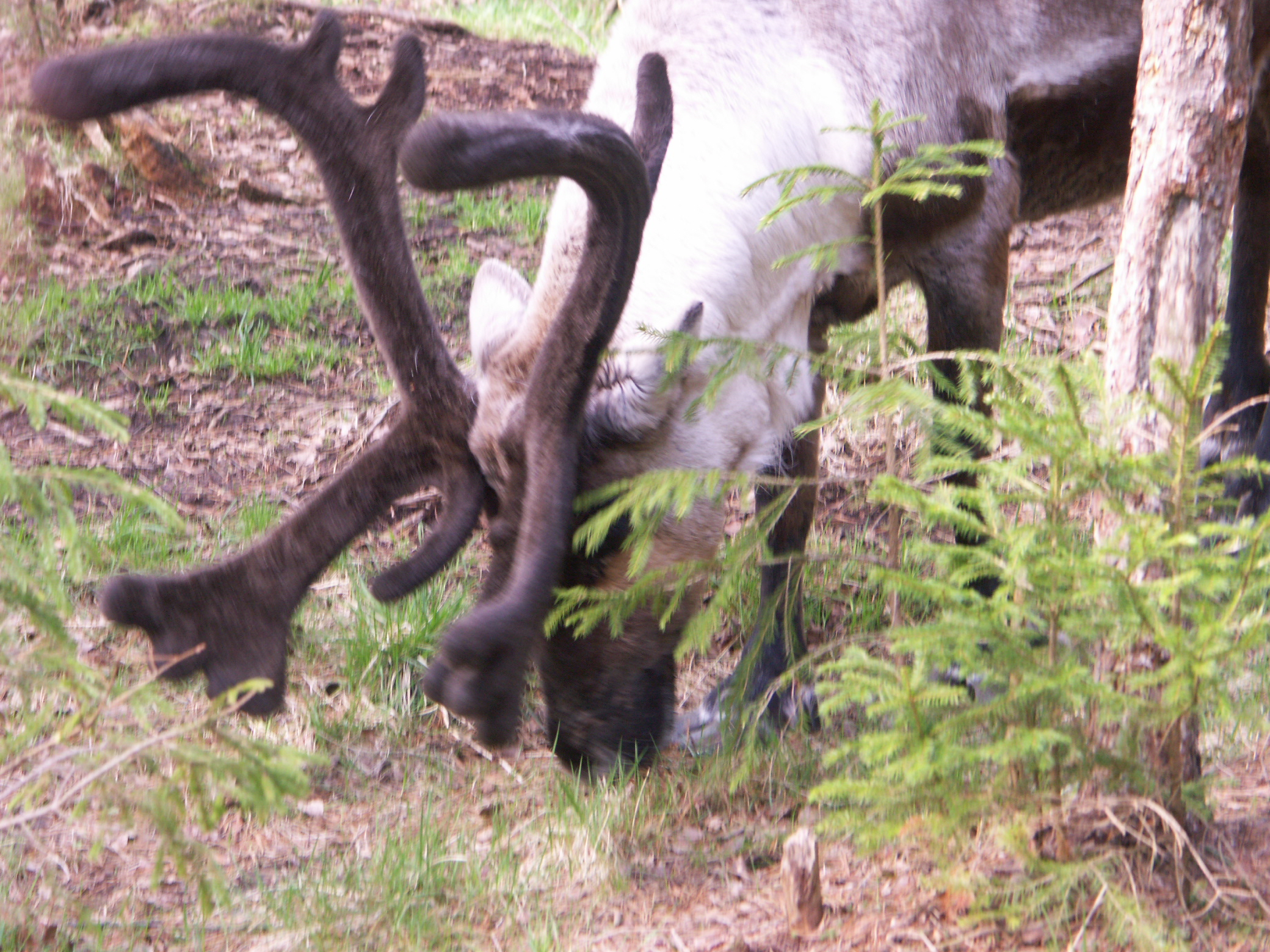
Europeisk ren.

### Föda

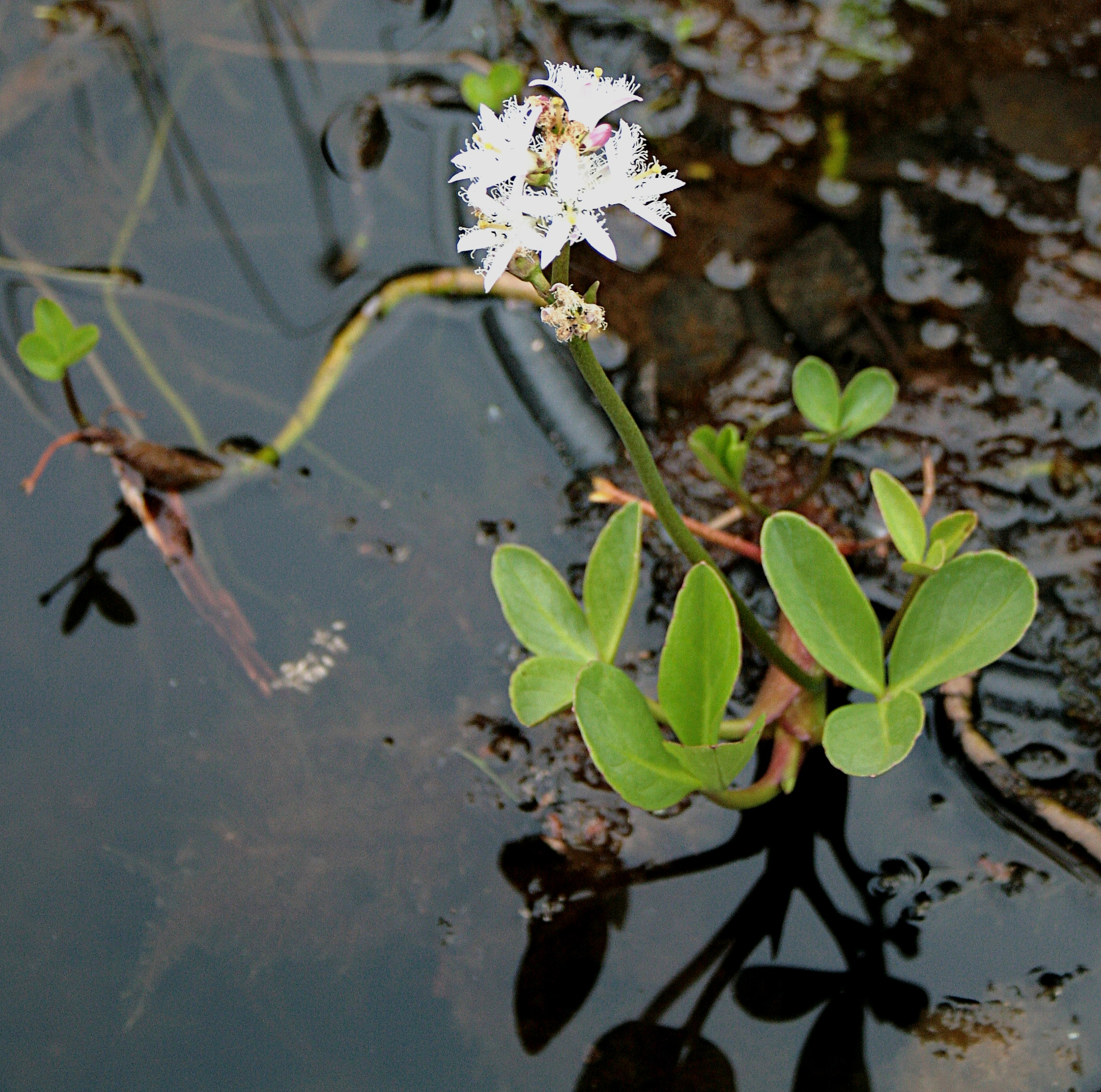
Vattenklöverns saftiga rotstockar hör till renens favoritföda.

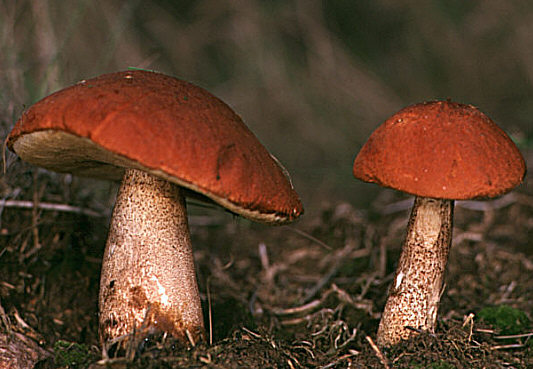
Under hösten äter renen gärna olika soppar.

Renen är en idisslande växtätare. På våren söker den sig till färsk växtlighet på barfläckar. I Skandinavien utgörs vårbetet särskilt av olika gräs och halvgräs som tidigt skjuter gröna skott, som kruståtel, tuvtåtel, tuvull och fårsvingel. Starrarter som norrlandsstarr, styvstarr och trådstarr har, liksom ängsull, näringsrika rotstockar som renen gärna gräver fram ur myrar så snart dessa börjat tina.
På försommaren är vattenklöverns och kråkklöverns saftiga rotstockar viktiga, liksom färska blad av olika ris, viden, björk och andra lövträd. Efter hand blir inslaget av olika örter större, som fjällkvanne, tolta, mjölkört, skogsnäva, fjällsyra och ängskovall. Renen betar också gärna sjöfräken.
Proteinhalten i gröna växter avtar under sommaren från 20–25 % till 5–7 %. Renen söker därför hela tiden efter den senast utvecklade grönskan, vilket i Skandinavien får fjällrenen att vandra allt högre upp på kalfjället. I skogslandet finns inte samma möjlighet, men en del myrar är viktiga genom att växtligheten där utvecklas sent.
Under sensommaren och hösten är svampar en eftertraktad föda, särskilt soppar men även riskor och kremlor. Rotstockar av vattenklöver är viktiga även under denna period. När nattfrosten kommer blir örter och gräs allt sämre som betesväxter och renen övergår allt mer till ris, främst ljung och blåbär, och olika marklavar.
Vintertid utgör marklavar den dominerande födan, särskilt renlavar och påskrislavar. De innehåller mycket lättsmälta kolhydrater men är fattiga på såväl protein som mineraler. Renens proteinbalans är i allmänhet negativ under vintern, vilket innebär att den avger mer protein med avföringen och urinen än vad den får i sig genom födan. Om tillfälle bjuds äter renen gärna gröna delar och knoppar av ris, gräs och örter även på vintern. När markbetet blir oåtkomligt genom isbildning går renen över till att beta trädlavar, främst tagellavar och sköldlavar. När snötäcket börjar tina bort från stenar kan renen även äta vissa skorplavar och andra arter som lever på sten.
Renen är dock inte helt beroende av tillgången på marklavar under vintern. På Spetsbergen där tillgången på renlav är mycket begränsad klarar den sig utmärkt och likaså på Sydgeorgien där marklavar i stort sett saknas. Finns bara tillräckligt med vintergröna gräs och örter samt ris, exempelvis kråkbär, behöver renen inte lavbeten.
Enligt en studie från 2023 upptar renen ett tillstånd som liknar sömn medan den idisslar.

### Årscykel

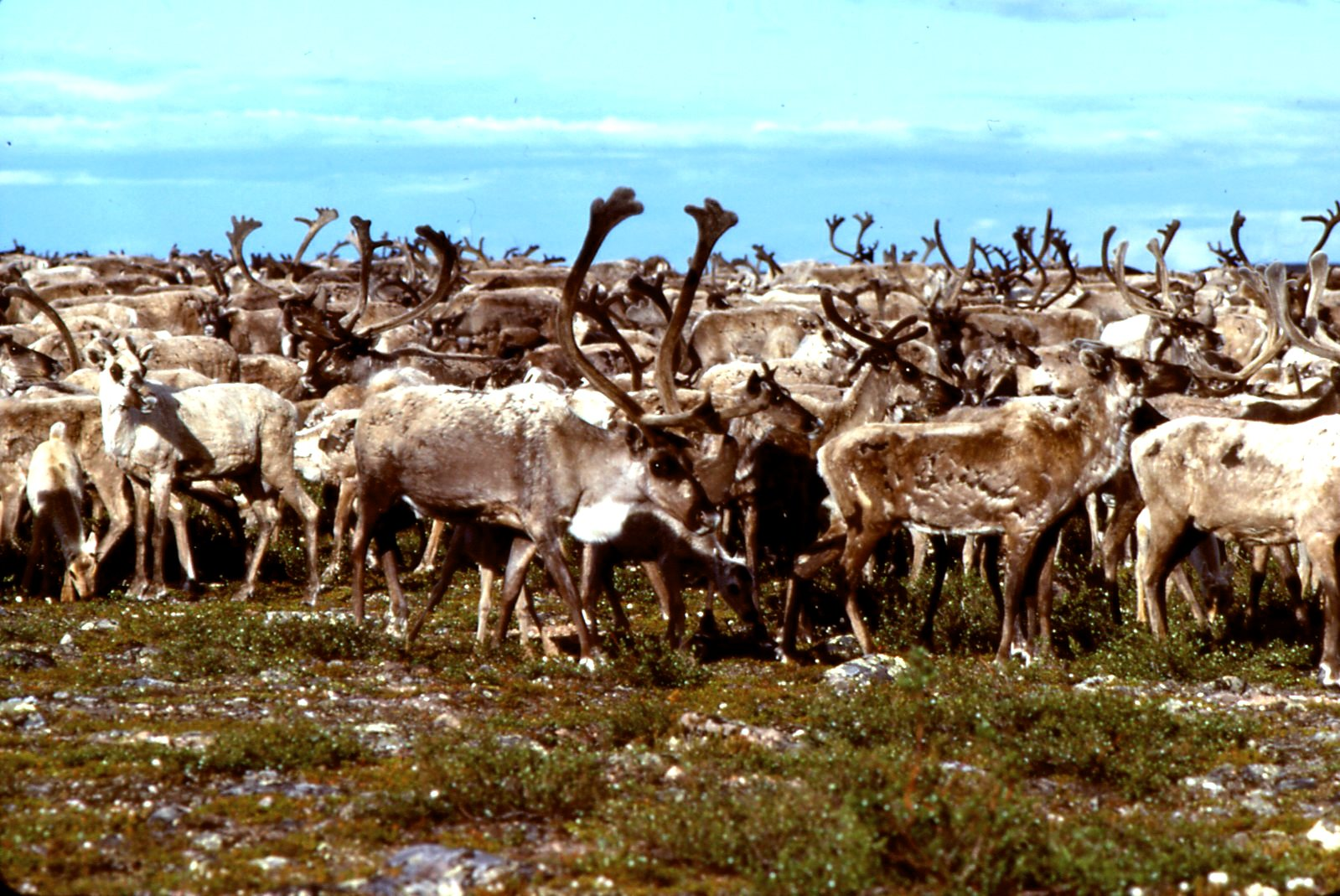
Flock av kanadensisk tundraren (barren ground caribou) vid Thelon River 1978.

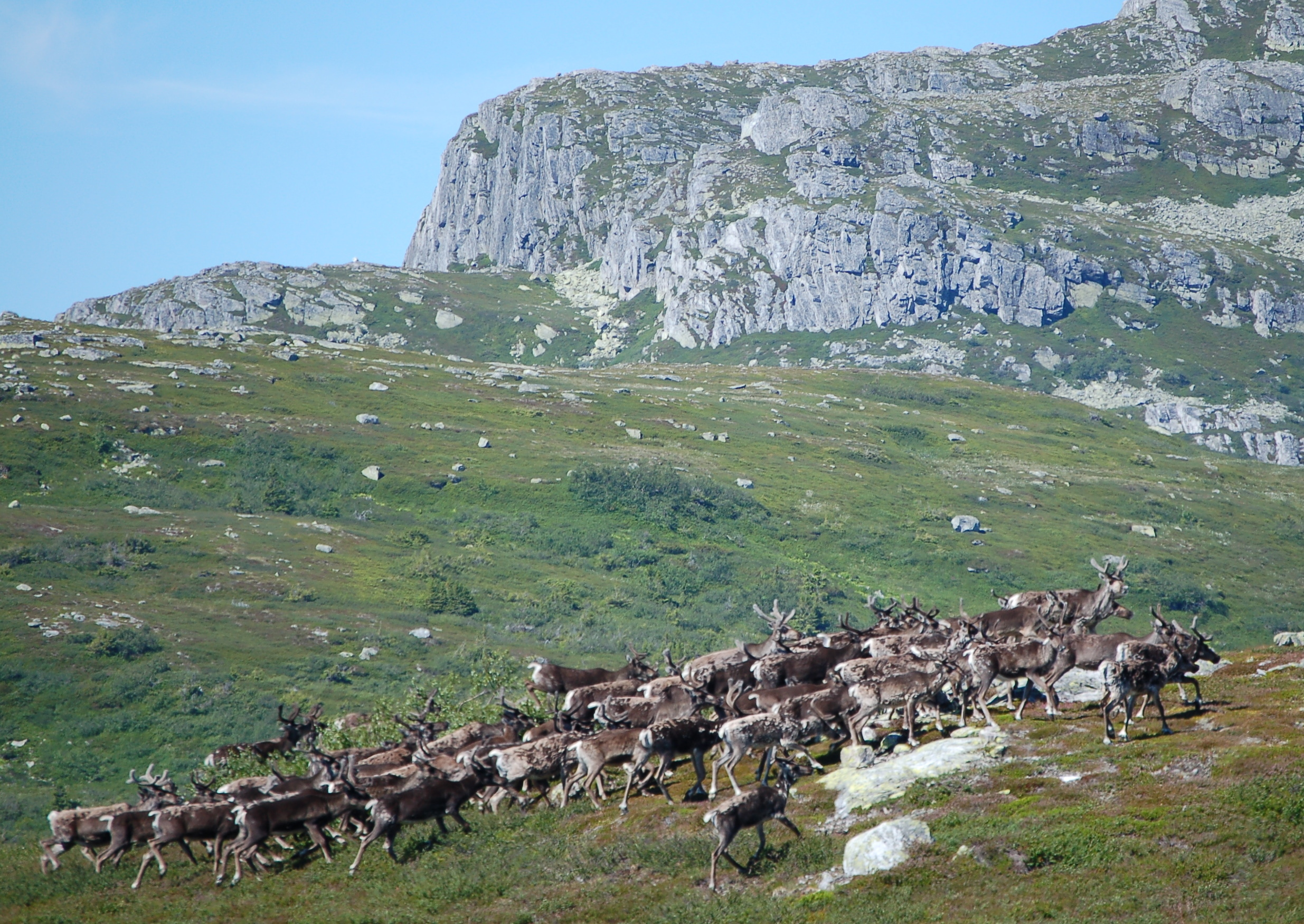
Norsk vildren på Blefjell.

#### Kanadensiska tundrarenen
Den kanadensiska tundrarenen (caribou) tillbringar vintern i skogslandet och sommaren på tundran. I mars och april ger sig renkorna av mot norr för att i slutet av maj nå kalvningsområden på tundran efter 600 km vandring. Tjurarna ger sig iväg senare men återfinns på tundran i juni. Båda könen tillbringar sedan sommaren där. I juli samlas tjurar, kor och kalvar till stora hjordar som rör sig hastigt hit och dit över tundran, huvudsakligen för att undkomma myggor och styngflugor. Vid denna tid på året finns gott om bete på tundran, men på grund av insekterna kan renarna inte slå sig till ro. När insekterna blir färre i augusti ägnar sig renarna alltmer åt att äta och hjordarna splittras upp i mindre grupper. Under denna tid bygger de upp fettreserver och horn. I slutet av augusti börjar de långsamt och i spridda grupper återvända mot skogslandet. Ett par månader senare återfinns alla djur i skogslandet. De rör sig därefter över mindre sträckor under vintern för att hitta lämpliga betesmarker utan alltför mycket snö.
Varje renpopulation har sina särskilda kalvningsområden som de återkommer till år efter år. Orsaken till att renkorna går upp till tundran för att kalva, trots att det då ännu inte har hunnit börja växa särskilt mycket, tros vara att det finns färre rovdjur där. Det gör att fler kalvar överlever, även om det är ont om föda. Det främsta hotet mot den kanadensiska renen är vargar, som ofta följer efter de vandrande renarna. Vargarna går dock inte upp på tundran utan stannar vid trädgränsen för att föda sina valpar. Rentjurarna kommer senare till tundran eftersom de söker sig till näringsrik föda som gör det möjligt för dem att lägga på sig så mycket muskler och fett som möjligt inför parningssäsongen. De är därmed mer utsatta för vargar och andra rovdjur än vad renkorna är.
Förutom när det gäller kalvningsområdena är de kanadensiska renarnas vandringar extremt variabla och svårförutsägbara. De långa vandringarna går genom lättframkomlig terräng där det inte är nödvändigt att följa särskilda leder.

#### Fennoskandiska vildrenen
Den vilda fjällrenen (tarandus) är i ständig rörelse, men den gör inga längre säsongsvandringar av det slag som caribou gör eller som renskötare företar med sina tamrenar. Populationen som finns i de sydnorska fjällen rör sig året om över den trädlösa fjällheden och går bara ned i skogslandet vid riktigt ogynnsamma väderleksförhållanden. Den finländska vilda skogsrenen (fennicus) lever i stället i skogslandet året om. På våren söker sig vajorna till sina kalvningsområden medan sarvarna stannar kvar i vinterlandet. Vajorna kalvar ensamma i tät, skyddande skog. Vid brunsten samlar sarvarna ihop grupper av mellan två och tjugo vajor, men lämnar därefter vajorna och tillbringar vintern ensamma. Kor och kalvar bildar däremot större vintergrupper som kan uppgå till 200 djur.

### Fortplantning
Domesticerade djur bildar efter parningstiden – som inträffar mellan september och oktober – större hjordar. Medan renkorna och deras kalvar, som föds april–juni, umgås tillsammans i en stor hjord, lämnar hanarna hjorden och grupperar sig i smågrupper med tre till fem individer. Brunsten börjar i september, varvid sarvarna samlar en grupp med honor och försöker skrämma bort rivaler. Vajorna blir könsmogna som tidigast när de är sex månader gamla, men det normala är vid 1,5 års ålder. Vajorna föder en eller ibland två kalvar om året upp till att de blir 12–14 år. Dräktigheten varar cirka 228 dagar och ungarna väger vid födelsen mellan tre och tolv kilogram.
Den nyfödda kalven är mycket självständig och kan gå redan en timme efter födelsen. Under blöta och kalla väderförhållande är dödligheten mycket hög trots att kalven har förmåga att öka sin värmeproduktion fem gånger utöver det normala.

### Livslängd
Vajor och härkar kan bli 20 år gamla eller i enstaka fall mer. Sarvar har däremot betydligt kortare livslängd.

### Sjukdomar och dödlighet
Renar kan dödas av snöskred och laviner, och under vintrar då det bildas hård isskorpa på marken på grund av perioder av tö, kan många renar svälta ihjäl när de inte kommer åt födan under snön. Naturliga predatorer är varg, järv, lodjur och björn. Även kungsörn kan slå renkalv men omfattningen av denna predation är inte klarlagd. Studier indikerar att kungsörn främst tar dödfödda eller försvagade nyfödda kalvar. Dräktiga renkor har överlevnadsstrategin att kasta kalven (spontant abortera) vid fara, till exempel när den jagas av rovdjur. En vanlig parasit hos ren är kormflugan, som orsakar bulor i renens hud.

## Renen och människan

### Status och hot
Den globala populationen av vildren har minskat med 40 procent under de senaste 10–25 åren och uppskattas i dag bestå av 2 890 400 vuxna individer, där minskningen fortskrider. På grund av den pågående minskningen kategoriseras arten som nära hotad av IUCN.
En studie från 1997 uppskattade att det på den eurasiska kontinenten då fanns cirka 1 miljon vildrenar, varav omkring 1 000 i Finland och 35 000 i södra Norge, samt 2,6 miljoner tamrenar, varav 800 000 i Fennoskandien. I Alaska och norra Kanada fanns då cirka 3,4 miljoner vildrenar och omkring 1 miljon tamrenar som ursprungligen införts från Skandinavien. Slutligen fanns cirka 10 000 vildrenar på Svalbard.
Den kanadensiska underarten R. t. caribou består av flera olika populationer som 2004 uppskattades till följande antal djur och bevarandestatus: North Mountain, 44 000 djur, i riskzonen; South Mountain,  7 000 djur, hotad; Woodland, 250 djur, omedelbart utrotningshotad; Boreal, 33 000 djur, hotad; Gaspésie, 200 djur, omedelbart utrotningshotad; Newfoundland, 100 000 djur, utom fara; George/Leaf River, 1 000 000 djur, utom fara.
Den kanadensiska populationen av underarten groenlandicus uppskattades 2004 till 1 200 000 djur och bedömdes vara livskraftig. Underarten pearyi som förekommer på arktiska öar i Kanada kategoriseras som hotad. En bedömning från 2004 uppskattade att det då fanns 2 500 individer på de nordligaste öarna och 7 000 individer på de sydligare öarna.

#### Status i Norden
Antalet vilda fjällrenar i Norge uppgår i dag till cirka 6 000 individer i fyra populationer i de södra fjällområdena. Utvecklingstrenden för dessa är ganska stabil över tid. Utöver dessa fyra finns även åtta populationer som tidigare har blandats med semidomesticerade djur och ytterligare elva populationer som härstammar från utsläppta förvildade semidomesticerade renar. Sammanlagt rör det sig om 22 000–29 000 djur, vilket utgör 90 procent av den europeiska stammen av vilda fjällrenar. 
På grund av detta har Norge enligt Bernkonventionen ett särskilt ansvar för att bevara denna underart. Den norska vildrensstammen förvaltas genom jakt och varje år skjuts ungefär 5 000 djur.
År 2004 fanns omkring 2 500 vilda skogsrenar i Finland, varav 1 500 i Kajanaland. I genomsnitt ökade populationen 10,1 procent årligen under perioden 1992–2001. Sedan slutet av 1990-talet förekommer jakt på vildren i Finland och mellan 40 och 50 djur skjuts årligen i Kajanaland respektive Österbotten. Under perioden 2001–2007 minskade dock stammen i Kajanaland med i genomsnitt 9 procent per år och 2014 uppskattades populationen bestå av 800 individer. År 1984 släpptes tio skogsrenar från Kajanaland i Suomenselkä i centrala Finland som 2014 hade förökat sig till en population på 1 100 individer. Minskningen i Kajanaland sedan 2001 bedöms bero på hög kalvdödlighet på grund av ett ökat antal stora rovdjur, främst varg, tillsammans med trafikolyckor och förflyttningar till Ryssland.

### Renen som bytesdjur

#### Förhistorisk renjakt

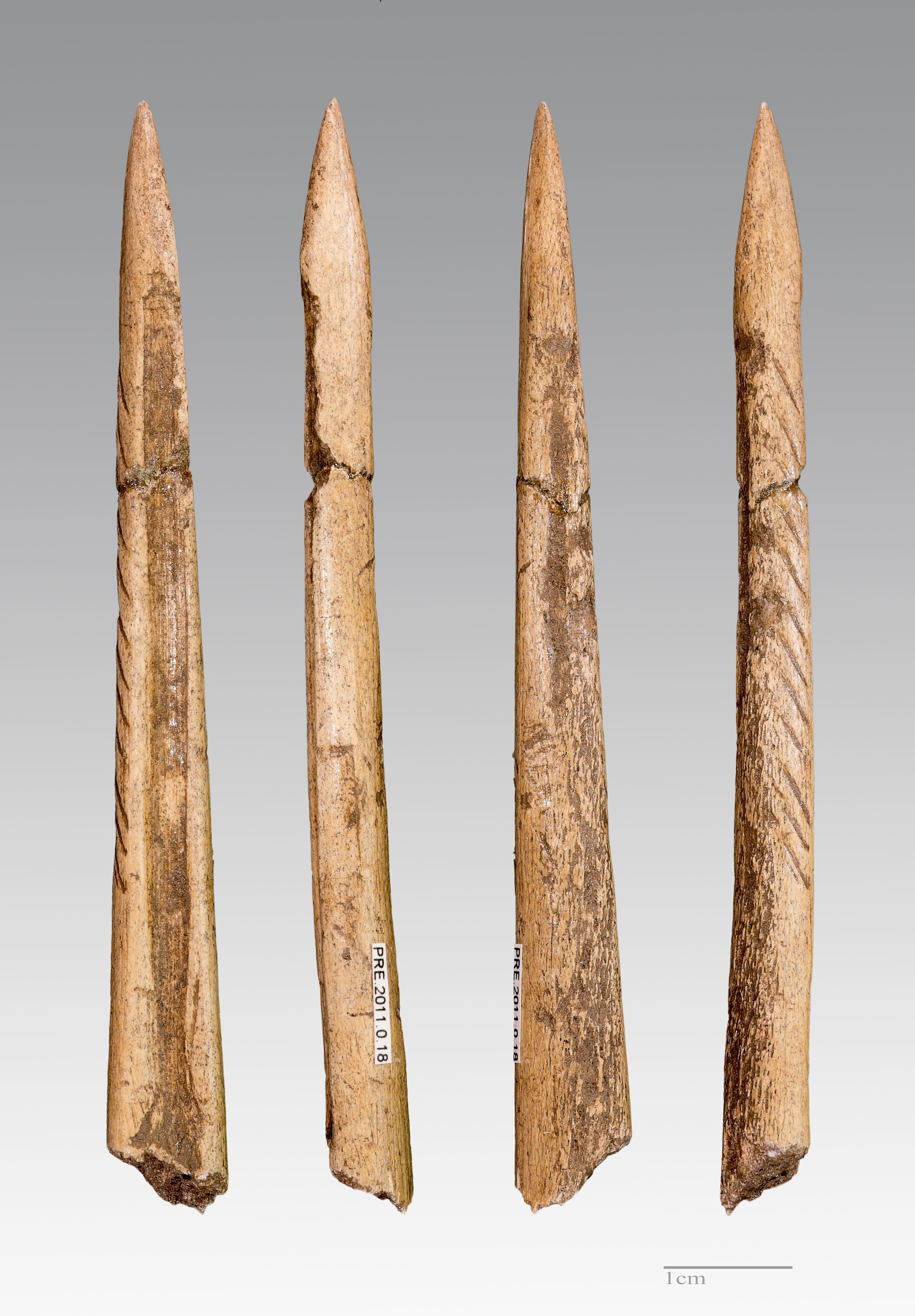
Spjutspetsar av renhorn från mellersta Magdalénien (12 000–15 000 år gamla), hittade i Saint-Antonin-Noble-Val i Frankrike.

Under den senaste istiden utbredde sig vidsträckta stäpper söder om ismassan. Där kom renar i kontakt med människan. Bland de många fynden från Magdalénienkulturen (10 000–17 000 år sedan) i södra Frankrike och norra Spanien finns redskap tillverkade av renhorn, bland annat harpuner och spjutspetsar. Renben är också vanligt förekommande i avfallshögar från samma tid. Arten förekommer på europeiska  grottmålningar, men är inte ett av de vanligaste djuren. Renen finns avbildad i totalt 20 av 133 grottor med målningar i Frankrike och i tre av 72 grottor i Spanien. De flesta renbilderna finns i Aquitaine.
När isen drog sig tillbaka uppstod nya betesmarker, renarna bredde ut sig mot norr och människorna följde efter. På en av de äldsta arkeologiska fyndplatserna i Sverige, Hässleberga utanför Lund (11000–9500 f.Kr.), domineras slaktavfallet av ben, tänder och horn av ren. Så är även fallet med en av de äldsta arkeologiska fyndplatserna i Lappland, belägen vid sjön Dumpokjauratj i Arjeplogs kommun (omkring 7500 f.Kr.). Sannolikt hade människor följt efter renarna allt eftersom tundran bredde ut sig. Detta kan ha skett både från söder, från norr och från öster.
I och med att klimatet blev varmare efterträddes tundran snart av skog. Renarna blev sällsyntare och människorna inriktade sig på andra villebråd. I Norrland blev renjägartiden kort och på boplatser yngre än den vid Dumpokjauratj förekommer inte renben. I stället domineras fyndmaterialet i inlandet av ben av älg och bäver.

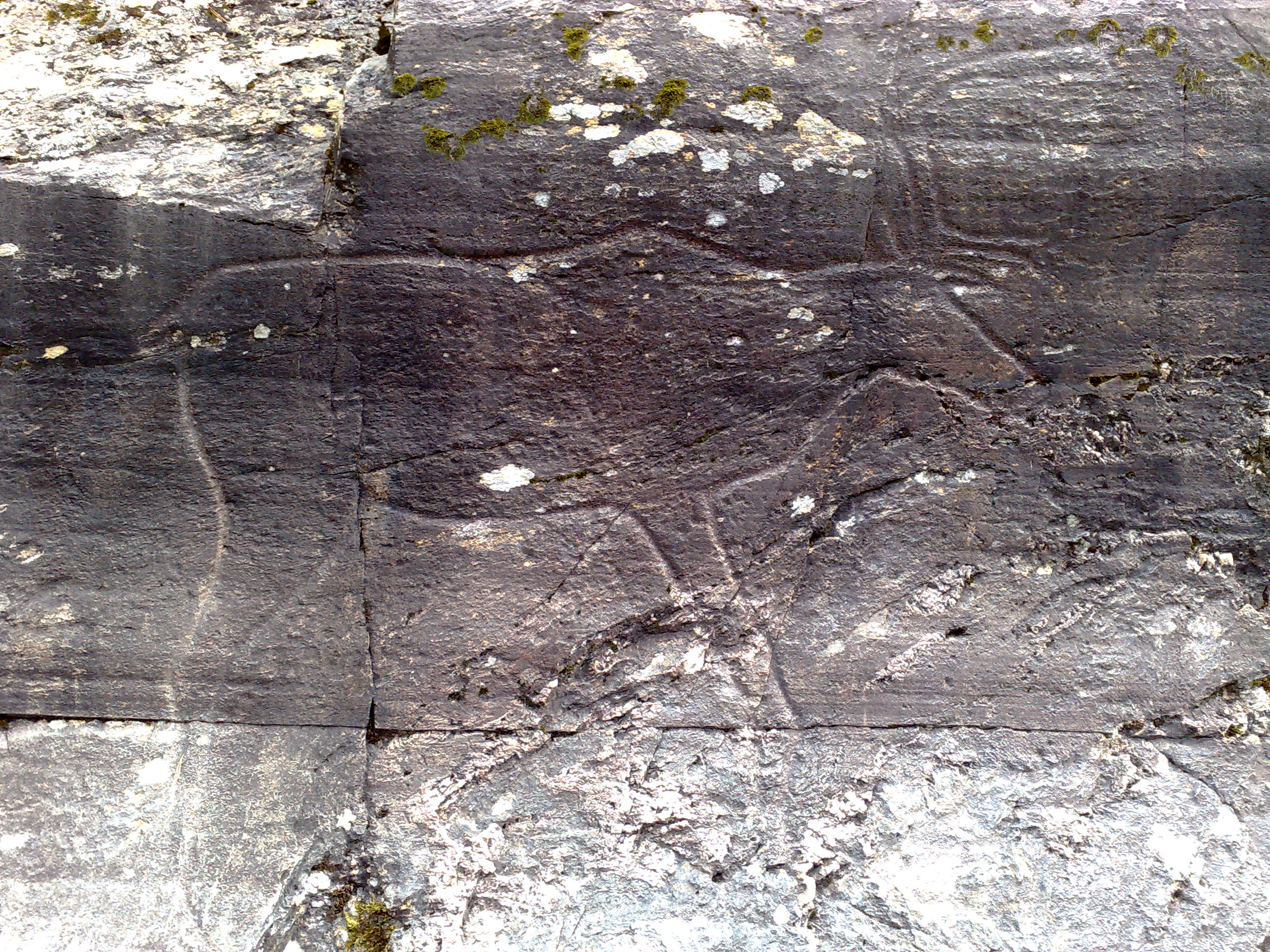
Hällristningen vid Bøla föreställer en renko i naturlig storlek, 180 cm lång och 136 cm hög.

I Norge finns senare spår av förhistorisk renjakt i form av hällristningar, bland annat vid Bøla i Steinkjers kommun och i Alta kommun.

#### Renjakt i Fennoskandien under historisk tid
Under historisk tid har det i Fennoskandien funnits vildren både på kalfjället och i skogslandet. Skogsrenen betraktades som ett nyttigt djur och ett värdefullt jaktbyte av både skogssamer, som hade jakten som huvudnäring, och av nybyggare.
Johannis Tornæi skriver år 1672 att vildrensjakten i Torne och Kemi lappmark var omfattande. Samerna hade vid vildrensjakt tidigare använt handbågar men de hade vid den aktuella tidpunkten även börjat använda långa lodbössor med lång räckvidd.
Jägarna gjorde långa, 8-10 veckors, jaktresor till fjällen om vintern för att jaga vildren, ty då kunde alla bruka fjällen, den som ville och möjlighet hade. När de fann en renhjord så närmade sig jägarna bytet från en lämplig vindriktning så att vildrenarna inte skulle få vittring av jägarna. Jagarna försökte sedan komma i skotthåll genom att krypa och utnyttja landskapet, t.ex. snödrivor och stenar, för att hålla sig utom synhåll för renarna och om framryckningen gick bra så sköt de.  Efter att bytet togs om hand så skyndade jägarna återigen efter renhjorden och så fortsatte jakten under dagen, så länge de fann renar att skjuta och det var ljust nog, varefter de slog nattläger. Processen upprepades sedan tills jägarna var nöjda. I en sådan jakt deltog ett helt följe av samer eller hela byn gemensamt.
Skogssamerna hade andra sätt att jaga vildren. Förutom att fångstmännen själv råkade fånga en och annan ren så kunde hela byn på vårvintern, i fastlagstid anordna jakt på vildren. Om snön var för djup så samlade sig nämligen renarna där de fann föda och vadade och sprang inte runt i den djupa snön mer än nödvändigt. Renhjorden höll sig således inom ett begränsat område på 0,5-1 mil, beroende på storleken på hjorden. När samerna fann vädret lämpligt, dvs. då skaren efter nattfrosten bar hundarna och jägarna, så skidade jägarna ut tidigt på morgonen och la lugnt och stilla snaror vid renarnas stigar i snön runt hela renhjorden, de gjorde en så kallad Kiekero.  När det dagades så släppte de hundarna in till den inringade renhjorden så att vildrenarna skrämdes ut mot snarorna.  De renar som inte fastnade i snarorna jagades av hundar och jägare i den djupa snön, där renarna vanligtvis inte hann särskilt långt innan de upphanns. Renarna dödades i regel antingen med spjut eller handbåge och starka hundar kunde antingen stoppa en ren eller t.o.m. själv nedlägga den genom att bita dem i halsen. På så sätt kunde de slakta hela vildrenhjordar.
Ett enkelt sätt att jaga vildren som skogssamerna använde under renarnas brunst på hösten var att skjuta de kringstrykande brunstiga vildrensarvar som inte varit starka nog att samla ihop en egen grupp med vildrensvajor. De kringstrykande vildrensarvarna var större och starkare än lapparnas sarvar och sökte sig under brunsten självmant till samernas renhjordar med vajor. Samernas svagare, mindre sarvar, som lokalt benämndes Hirvas, kunde inte köra bort de brunstiga, större vildrensarvarna som vid hjorden blev ett lätt byte för samerna.
Samerna kunde även själv söka upp områden där de visste att vildrenar fanns och ta med sig tämjda vajor som lockrenar. Jägaren band då vajorna i ett vitt snöre för ha kontroll över dem, kamouflerade sig själv med renskinnskläder och lät vajorna beta, varpå de brunstiga kringströvande vildrensarvarna som lurades dit av vajorna dödades.
Ett annat sätt att fånga vildren under brunsten var att gillra en snara i hornen på en tam sarv och när en vildrensarv kom för att stångas så fångades den i snaran och hängde därefter ihop med den tama sarven tills samen kom och sköt vildrenen.

Att använda sig av en till två mil långa och en mil, eller mer, breda strutformade Vuomen var ett annat fångstsätt som användes i flacka barfjällsområden utan skog. Samerna satte således upp ett trattformat långt staket som ledde vildrenarna in i en fälla eller grop i änden.  I början av Vuomen var avståndet mellan sidostörarna långt, men vartefter sattes stakarna tätare och tätare och på varje stake något ”swart och grymt” som renen var rädd för. Nära spetsen av den trattformade fållan gjordes en slags tätare gärdesgård som vildrensflocken inte kunde passera igenom eller hoppa över och som avslutades med ett plötsligt fall med fem trappsteg ner i en fångstfålla med höga väggar varifrån ingen ren kunde fly. Samerna for sedan runt fjällen och drev renhjordarna sakta mot Voumen.  När renarna var i struten, innanför sidostakarna, så tordes de inte gå mellan stakarna, då de var rädda för det svarta som var fastsatt på störarna, och fångstmännen kunde driva renarna framåt, in i struten, i en maklig takt. Vildrenarna tilläts t.o.m. äta och lägga sig ner och vila under det långsamma drevet, så att de inte skulle oroas för mycket. När renarna kom fram till partiet i Vuomen där det tätare staketet började, så hetsade och drev samerna dock renarna intensivare ända ner i fångstfållan.
| ”                        | Sedan kommer lappen när han wil och dräper dem alla, både små och stora, och därmed öda ren-alstret utur landet, sig sjelf och androm til skada; därföre sådane ock af andra lappar hatade äro. | „ |
| – Johannis Tornæi (1672) | |   |

Jaktmetoderna var således mycket effektiva. Sven Ekman nämner särskilt hetsjakten på skidor vid lämpligt före, t.ex. då snön var för djup så att den hindrade renen mer än den skidåkande jägaren, eller då skaren bar skidåkaren men inte renen. En skidåkande jägare kunde under en enda dag döda 16 vildrenar. Även grova snaror och gillrade spjut användes och man gillrade ofta dessa i öppningarna i långa stängsel, med längder upp till en och en halv mil, som man byggt av stockar och ris. Förutom de tidigare nämnda jaktmetoderna användes även s.k. fallgropar.
I Umeå lappmark förekom vildrensjakt så sent som i slutet av 1600-talet och på Kolahalvön åtminstone fram till slutet av 1700-talet.

#### Renjakt i Nordamerika under historisk tid

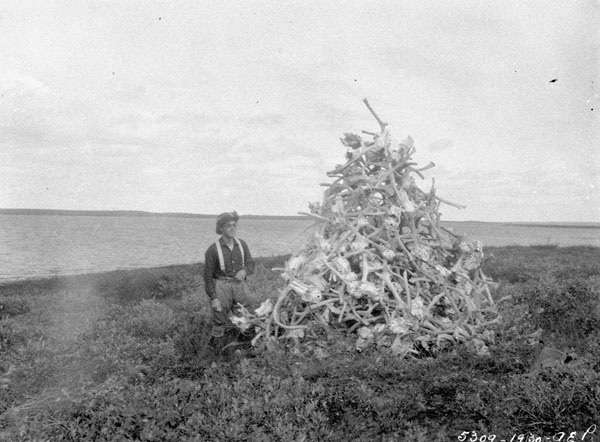
Hög av renhorn och renkranier som markerar platsen där renarna brukade korsa Kazanfloden i Nunavut i Kanada (1930).

Väster om Hudson Bay i Nunavut-territoriet i norra Kanada levde under 1800-talet och första halvan av 1900-talet grupper av inuiter som var helt beroende av renjakt. De nordamerikanska caribouerna vandrar omkring 300 mil varje år, och inuiterna lärde sig att genskjuta dem på strategiska platser. Under den viktiga höstjakten brukade varje jägare döda 40–50 renar, tillräckligt för att försörja människor och hundar under några månader. Eftersom jakten ägde rum när temperaturen nattetid regelbundet gick under fryspunkten kunde köttet konserveras. Inuiterna brukade flå och stycka renkropparna och lägga köttet i grunda gropar i den frusna marken, som därefter täcktes över med mossa och sten. När snön kommit kunde man hämta hem köttet med hundsläde. Under vintern fortsatte inuiterna sedan att jaga renar som dröjde sig kvar i grannskapet. Renkött var för dem den enda riktiga födan och renskinn det enda som dög till att tillverka tillräckligt varma vinterkläder. När renarna någon gång ändrade sina vandringsvägar drabbades inuiterna av svält. Så skedde bland annat 1938–1939 hos de grupper som kallas padlermiut och ahearmiut. Detta levnadssätt har dock inte särskilt lång historia, utan uppstod efter att inuiterna i början av 1800-talet fick tillgång till eldvapen och kunde börja jaga ren på ett mer effektivt sätt. De övertog då ett område där chipewyerna tidigare hade varit aktiva renjägare men flyttat ifrån för att ägna sig åt pälsdjursjakt längre söderut.
Numera finns i Nordamerika mer än ett dussin folkgrupper, från Berings sund i väster till Labradorhalvön i öster, som i större eller mindre utsträckning ägnar sig åt renjakt. Dit hör cree, tlicho (dogrib), gwich'in, koyukon, dene (slavey), chipewyer, innu, naskapi, yup'ik, nunamiut, inuvialuit och inuit. Flera av dessa folkgrupper betraktar sig själva som cariboufolk, bland andra gwich'in, naskapi och nunamiut. År 2004 uppskattades det totala antalet nedlagda renar i Nordamerika till 120 000–140 000 djur årligen. Hälften av djuren skjuts inom Québec och Alaska.

### Renen som domesticerat djur
| Renkött |  | Renskinn |
| Renkött |  | Renskinn |

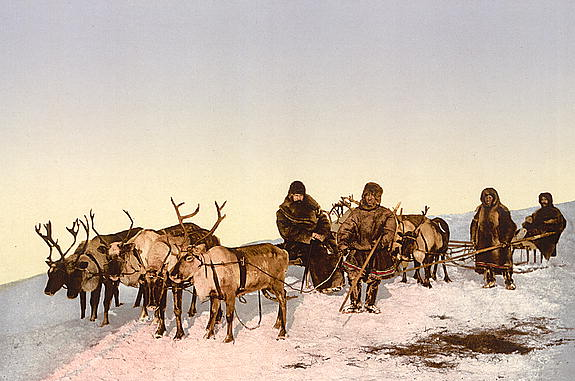
Rensläde i Ryssland.

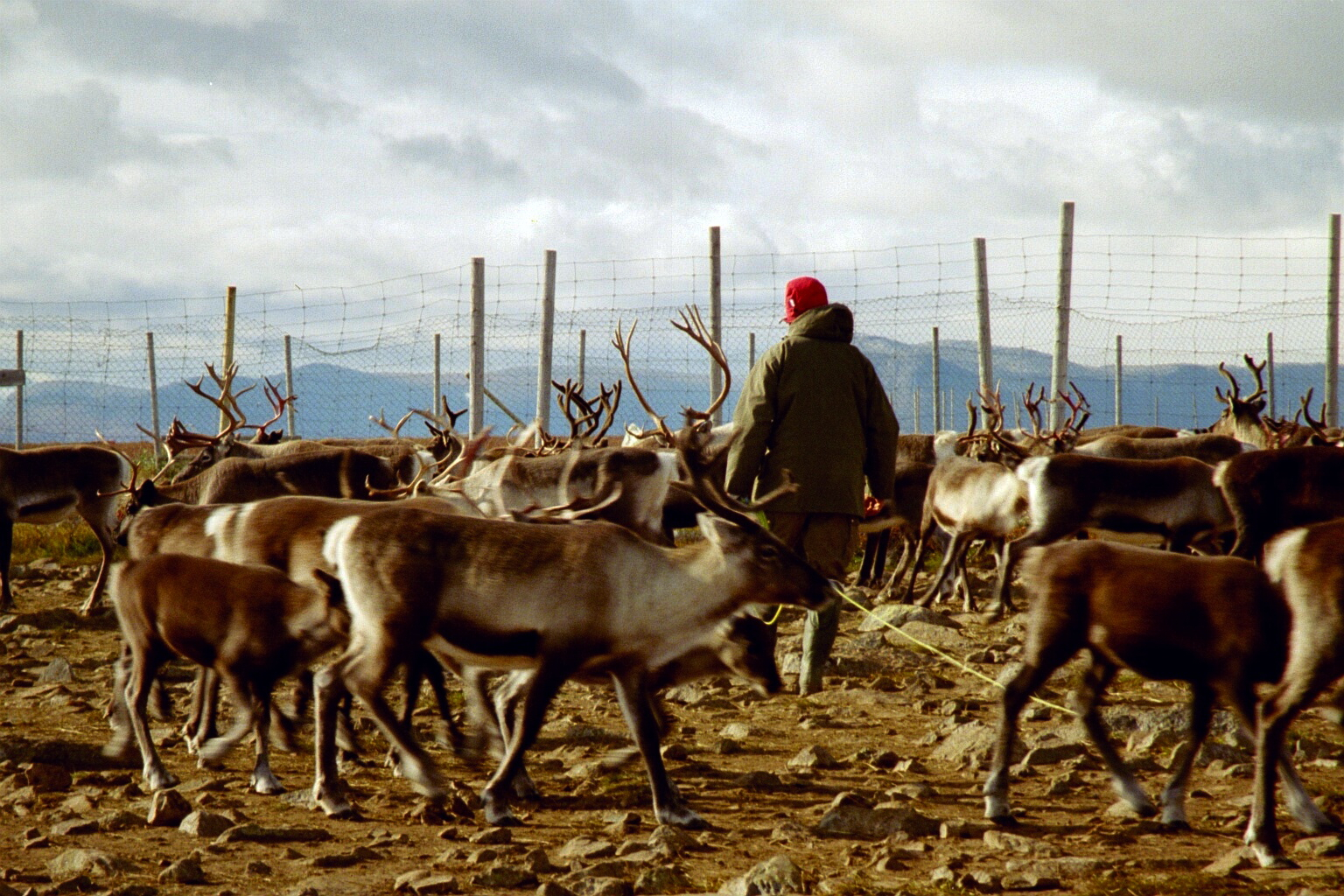
Renskötsel i Sverige.

Historiska källor indikerar att samerna hade domesticerade renar så tidigt som på 800-talet, men det är oklart i vilken omfattning. En intensiv renskötsel med mjölkning, osttillverkning och bruket av renar som dragdjur finns belagd från Skandinavien i början av 1500-talet men går troligen tillbaka åtminstone till 1400-talet. I Sibirien utövas renskötsel hos en mängd folkslag, men den exakta tidpunkten för renens domesticering är även där osäker. Från och med slutet av 1800-talet har renskötsel även införts till Alaska, Kanada och Grönland, där man tidigare endast jagat vildren. Idag finns uppskattningsvis mellan 3 och 4 miljoner tamrenar, varav 2,6 miljoner på den eurasiatiska kontinenten och 1 miljon i Alaska och norra Kanada.
Domesticerade renar används huvudsakligen som köttdjur, men även som dragdjur och i Sibirien som ridrenar. I övrigt har nästan varje kroppsdel, traditionellt tagits till vara, till exempel skinnet till läder och deras ben och horn till verktyg. Inom västsamiskt område var renmjölkning och osttillverkning viktig fram till omkring 1900.

### Samer och renen
Samer tros ha varit mer eller mindre beroende av renen sedan åtminstone tiden för invandringen till Norden, först som vildrensjägare och senare som innehavare av tamrenar. Förr användes alla delar av renen till mat, material eller förvaring, exempelvis användes magar som kärl för mat. Vissa organ hade symbolisk betydelse som exempelvis en körtel i magen som kallas doarges som användes som lyckoamulett. Ben och horn används i slöjd, liksom olika typer av senor som passar till skinn- och pälssömnad.
I Sverige kontrollerar samerna idag fjällrenens vandringar med hjälp av helikoptrar, snöskotrar och terrängfordon. Även längre förflyttningar av stora hjordar ner till kustområdena med lastbil är vanligt. Skandinaviska renstammen drabbades av nedfallet från kärnkraftverket i Tjernobyl 1986, vilket påverkade rennäringen hårt. Prover tas fortfarande för att se hur drabbade djuren är.

### Namn

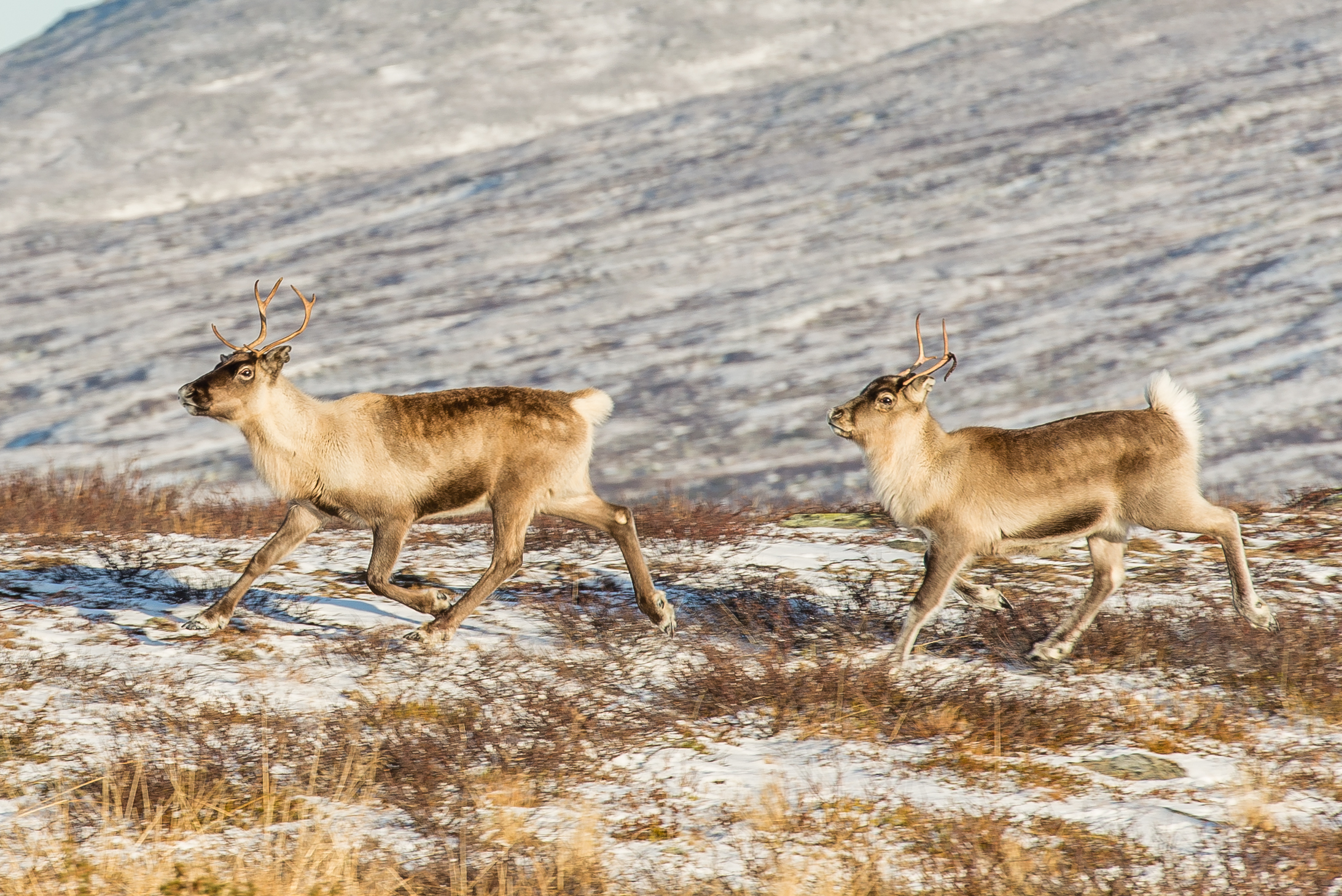
Två rentjurar.

Hanen respektive hona kallas rentjur och renko. Det finns många fackord på samiska som har med renskötsel att göra och bland annat finns en mängd ord för att kunna specifisera renens ålder och kön, pälsfärg samt hornens utseende, vilket är behövligt för att snabbt peka ut en ren i en flock.
I Nils Eric Spiiks lulesamiska ordbok nämns inte mindre än 30 ord bara för att kunna beskriva renens ålder och kön, 27 för att beskriva hornens utseende och 22 för exakta färgbeskrivningar. Några få ord har funnit sin väg in till det svenska språket däribland vaja som kommer från det lulesamiska ordet vátjav som betyder honren och sarv från sárves som betyder rentjur. Hiergge heter härk på svenska och är ordet för en tam kastrerad hanren. I Nordamerika kallas renar för caribou; denna beteckning kommer från det indianska mi'kmaq-folket.
En kastrerad hanren kallas på lulesamiska gáskek som är en avledning av det lulesamiska verbet för att bita och som anspelar på att renar förr kastrerades med tänderna. [källa behövs]
När Linné besökte Lycksele lappmark 1732 noterade han att hanrenen kallades brunren, kastraten renoxe och honan kälva.
Givetvis har inte bara renens exteriör specifika fackord på samiska utan även organen, innanmätet och skelett- och horndelarna. Av Spiik får vi veta att buogne är den porösa delen i horn och att kallrökt renkött heter suovas och att en omgång av senor från renens ben heter suodnagådoarvve och en specifik körtel i magen heter doarges. Ordrikedomen är ett resultat av att alla delar av renen var viktiga att ta vara på för olika ändamål.
Det vetenskapliga släktnamnet är sammansatt av det gammalfranska ordet rangier som just betyder ren och det latinska ordet ferus (vild, inte domesticerad). Artepitet är bildat av det grekiska ordet tarandros (kreatur med horn).

### Renen i populärkulturen
Se Jultomtens renar (Rudolf med röda mulen).